# Ayam Cemani
Ayam Cemani o Ayam Kedu è una razza di pollo originaria dell'Indonesia.
La sua principale peculiarità è l'eccesso di pigmentazione che rende il suo piumaggio, gli occhi, il becco e le zampe completamente neri, così come anche la pelle. A tale volatile viene inoltre attribuita una valenza sacra e rituale in Indonesia ed è una delle specie del suo genere più costose al mondo.

## Etimologia
Ayam significa "pollo" in lingua indonesiana e Cemani vuol dire "completamente nero" in lingua giavanese.

## Origini
La razza è originaria dell'isola di Giava in Indonesia. Venne per la prima volta importato in Europa nel 1998 dall'allevatore olandese Jan Steverink. Viene allevato nei Paesi Bassi, Germania, Repubblica Ceca, Slovacchia, Italia, USA e Francia.

## Descrizione
Gli esemplari di Ayam Cemani sono completamente neri, comprese le gambe, la cresta e perfino le interiora e lo scheletro.
Il colore nero di questa razza è dovuto all'eccesso di pigmentazione dei tessuti, detto melanismo, che comprende non solo penne e piume, ma anche zampe, becco ed organi interni. Tale condizione si riscontra anche in altre specie di pollo dalla pelle nera o blu, come la Moroseta. I maschi di Ayam Cemani pesano 2/2,5 kg, hanno medie dimensioni, sono snelli e di costituzione solida. Il loro petto è abbastanza ampio, hanno una schiena di media lunghezza, lunghe ali e una testa di medie dimensioni con grandi occhi e un becco curvilineo. Le femmine di Ayam Cemani sono simili agli esemplari maschi, pesano 1,5/2 kg, e possono avere una schiena che può essere meno angolata e un volto di un colore nero più intenso.
Depongono solo circa 80 uova all'anno color bianco/crema chiaro e che pesano in media 45 grammi.

## Nella cultura

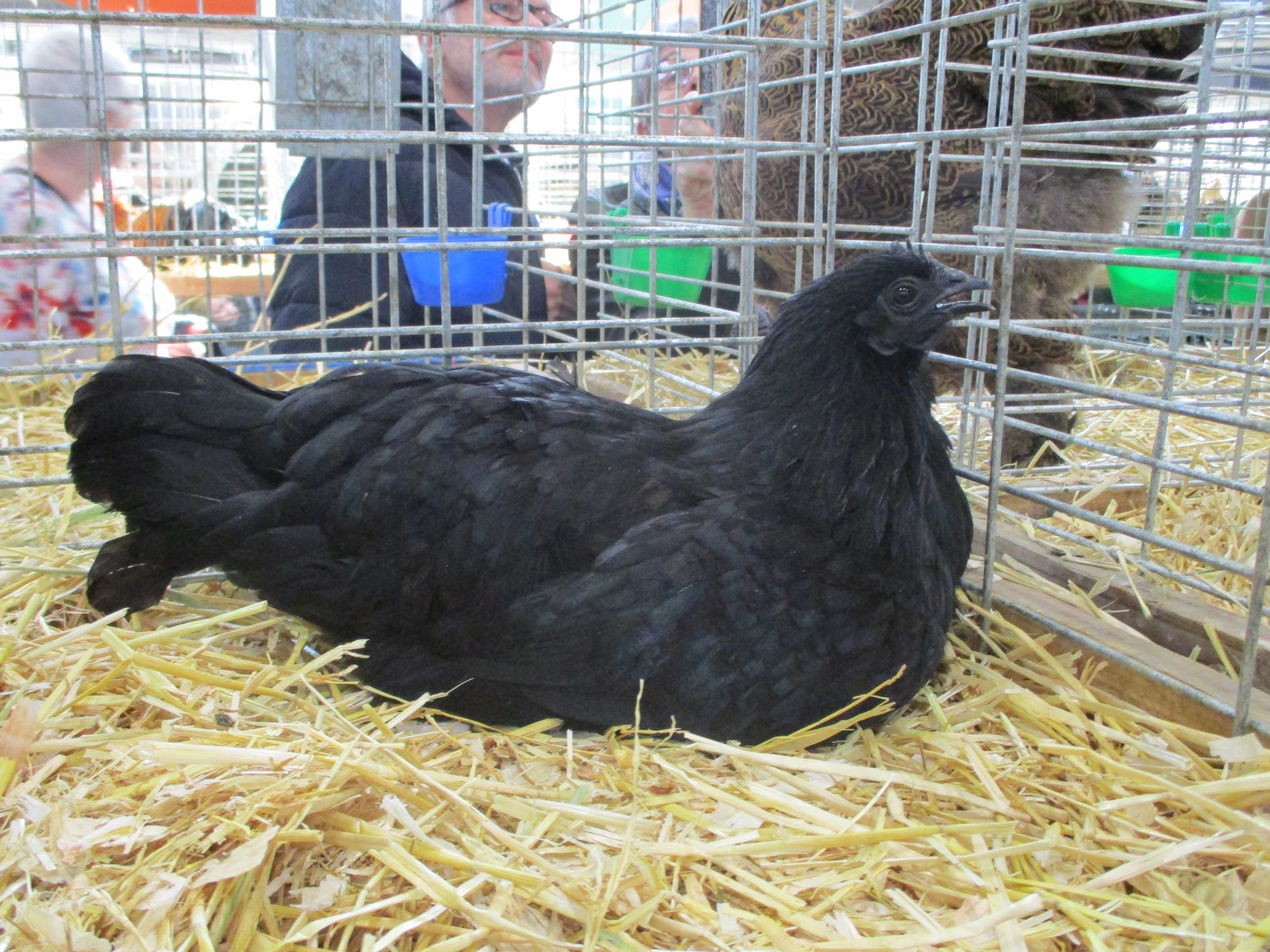
Esemplare femmina di Ayam Cemani

L'Ayam Cemani viene oggi utilizzata come gallina ornamentale e nelle culture indigene dell'Indonesia viene attribuita ad essa una valenza sacra in quanto fungerebbe da tramite tra gli uomini e gli dei nel corso dei rituali del luogo. Benché commestibile, la sua carne viene consumata raramente in Indonesia e in alcuni casi le parti dell'animale vengono impiegate nella medicina tradizionale.
Sono inoltre considerati animali portafortuna.
Gli Ayam Cemani sono animali estremamente costosi: il prezzo di un singolo esemplare può infatti ammontare a 5000 dollari statunitensi.